# Stargate (producteurs)
Pour les articles homonymes, voir Stargate (homonymie).
Stargate est un duo de producteurs/paroliers composé des Norvégiens Tor Erik Hermansen et Mikkel S. Eriksen (ou Mikkel SE) qui évolue aussi bien dans la Pop, le hip-hop ou le R&B. Hallgeir Rustan était également membre du collectif, jusqu'à ce que Stargate « déménage » aux États-Unis.
Ils débutent réellement en 1997 en Norvège. Cependant, ils acquièrent un certain succès au Royaume-Uni en travaillant notamment avec des groupes comme Blue, Mis-Teeq ou Atomic Kitten (Natasha Hamilton, Elizabeth « Liz » McClarnon, Kerry Katona).
Leur 1er single aux États-Unis est le tube So Sick qu'ils ont produit et coécrit en 2006 avec le chanteur Ne-Yo, avec qui ils ont également produit et écrit le titre l'hymne fémininiste I Belong To Me pour Jessica Simpson, ainsi que Unfaithful de Rihanna.
Ils ont également produit et coécrit le single de l'album B'Day de Beyoncé, Irreplaceable. Ils ont également travaillé avec Lionel Richie pour le titre I Call It Love (2006). En 2007, ils produisent le tube réunissant Beyoncé et Shakira, Beautiful Liar qui se classera à la 3e place du Billboard. Ils produisent également Tattoo, le 1er single de la gagnante de la 6e saison d'American Idol, Jordin Sparks.
En 2008, ils fondent le label StarRoc avec le rappeur Jay-Z.
En 2013, le single Almost Home, qu'ils co-écrivent et co-produisent pour Mariah Carey, officiant de la bande originale du film de Disney Le Monde fantastique d'Oz, remporte un World Music Awards pour la meilleure vidéo de l'année.
A l'automne 2018, le fonds d'investissements Shamrock Holdings acquiert le catalogue de Stargate. 

## Discographie sélective (paroles et/ou musique)

### 1999
- S Club 7 - S Club Party
- Sisqo - Incomplete (Remix)
- Shola Ama - Still Believe, Queen For A Day

### 2000
- Mariah Carey - Thank God I Found You (Stargate Remix) (feat. Joe and 98 Degrees)

### 2001
- Blue - All Rise
- Brandy & Ray J - Another Day in Paradise (Stargate Mix)
- Samantha Mumba - Always Come Back to Your Love
- Mis-Teeq - One Night Stand

### 2002
- Atomic Kitten - It's Ok!, The Last Goodbye
- Beenie Man - Streetlife
- Holly Valance - Kiss Kiss (Stargate R&B Mix)

### 2003
- Blue & Elton John - Sorry Seems To Be A Hardest Words
- Mis-Teeq - Scandalous
- Alwin C. - Fuck em'

### 2005
- Rihanna - Let Me

### 2006
- Ne-Yo - So Sick
- Nas - Not Going Back (feat Kelis)
- Jeannie Ortega feat. Papoose - Crowded
- Jessica Simpson - I Belong To Me, I Don't Want To Care
- Rihanna - Unfaithful, We Ride, If It's Lovin' that You Want (Part II) (feat Cory Gunz), We Ride (Stargate Remix)
- Paula DeAnda - Walk Away (Remember Me)
- Blaze - If I Could
- Beyoncé - Irreplaceable, If
- Lionel Richie - I Call It Love
- JoJo - Let It Rain

### 2007
- Ne-Yo - Because Of You, Go On Girl
- Rihanna - Don't Stop The Music, Hate That I Love You, Good Girl Gone Bad, Cry
- Joe - If I Was Your Man / It's Me
- Enrique Iglesias - On Top of You
- Deep Side - What I Need
- Jordin Sparks - Worth The Wait, Tattoo
- Mario - How Do I Breathe
- Sterling Simms - Nasty Girl
- Elliott Yamin - Wait For You
- Trey Songz - Can't Help But Wait, Missin' You
- Chris Brown - With You
- Leona Lewis - Angel
- Mary J. Blige - Fade Away, What Love Is
- Beyoncé - Beautiful Liar (en duo avec Shakira), Irreplaceable, If, Beautiful Liar (Remix) (en duo avec Shakira)
- Mario Vázquez - Gallery, I Bet, We Gon, Fired Up

### 2008
- Beyoncé - Broken-Hearted Girl, Ave Maria
- Janet Jackson - 2nite
- Mariah Carey - Bye Bye, I'm That Chick
- Kelly Rowland - Broken
- Nas - America
- Usher - What's a man to do, His mistakes
- Lindsay Lohan - Bossy
- Ne-Yo - Closer, Miss Independent, Mad
- Jennifer Hudson - Spotlight, Can't Stop The Rain
- Jazmine Sullivan - After The Hurricaine
- Rihanna - Take a Bow

### 2009
- Rihanna - Wait Your Turn, Stupid In Love, Rude Boy, Te Amo
- Trey Songz - I Need a Girl
- Flo Rida - Be On You (feat Ne-Yo)
- The Jackson 5 - Skywriter (Stargate Remix)
- Whitney Houston - Call You Tonight, A Song For You
- Utada - Come Back To Me

### 2010
- Rihanna - Only Girl (In the World), S&M, What's My Name? (feat Drake)
- Mary J. Blige - I Am
- Alexis Jordan - Happiness
- Wiz Khalifa - Black & Yellow
- Esmée Denters - Love Dealer (feat Justin Timberlake)
- Sean Kingston - Letting Go (Dutty Love) (feat Nicki Minaj)
- Katy Perry - Firework, Peacock
- Keri Hilson - Lose Control (feat Nelly)
- Monica[Qui ?] - Believing In Me
- Alexandra Burke - Good Night Good Morning (feat Ne-Yo), Nothing But The Girl

### 2011
- Jennifer Lopez - I'm Into You (feat Lil Wayne)
- Sean Paul - Got 2 Luv U (feat Alexis Jordan)
- Depeche Mode - Personal Jesus (Stargate Remix)
- Britney Spears - Selfish
- Kelly Rowland - Heaven'N'Earth
- Rihanna - Talk That Talk (feat Jay-Z), Drunk On Love, Rock Me Out

### 2012
- Sean Paul - How Deep Is Your Love (feat Kelly Rowland), Put It On You
- Train - Mermaid
- Conor Maynard - Turn Around (feat Ne-Yo)
- Rita Ora - R.I.P. (feat Tinie Tempah), Love and War (feat J. Cole), Young, Single & Sexy
- Karmin - Hello
- Owl City - Shooting Star
- Ne-Yo - Let Me Love You (Until You Learn to Love Yourself), Miss Right, Be The One, Forever Now, Burning Up
- Rihanna - Diamonds, Jump (coproduit par Chase and Status), Lost in Paradise (coproduit par Labrinth)

### 2013
- Mariah Carey - Almost Home (bande originale du film Le Monde fantastique d'Oz)
- Selena Gomez - Come and Get It
- Madcon - Unbreakable
- Jessie J - Thunder, Breathe, Unite
- Joe - Compromise
- Katy Perry - This Moment, It Takes Two
- Jessica Sanchez - Tonight (feat. Ne-Yo)
- Pitbull - That High (feat. Kelly Rowland)
- Ylvis - The Fox (What Does the Fox Say?)
- Keith Urban - Shame
- Icona Pop - Girlfriend, Just Another Night, Hold On
- Lady Antebellum - Compass
- Lea Michele - Cannonball

### 2014
- Sean Paul - It's Your Life
- Iggy Azalea - Black widow (feat. Rita Ora)
- Ester Dean -  Rio Rio (feat. B.o.B) (bande originale du film Rio 2)
- Michael Jackson -  A Place With No Name
- Wiz Khalifa - So High (feat. Ghost Loft)
- Maroon 5 - Leaving California
- Ylvis - Intolerant, Yoghurt, Mr. Toot, Trucker's Hitch
- Tinashe - All Hands On Deck

### 2015
- Fifth Harmony -  Worth It (featuring Kind Ink)
- Jennifer Lopez - Feel The Light (bande originale du film En route !)
- Kylie Minogue - Every Day's Like Christmas
- Selena Gomez - Same Old Love
- Demi Lovato - Wildfire
- Coldplay - Hymn for the Weekend

### 2016
- ASAP Ferg - Let You Go
- Christina Aguilera - Telepathy (bande originale de la série télé The Get Down)
- Gwen Stefani - Asking 4 It (feat. Fetty Wapp)
- Fifth Harmony - Write On Me, All In My Head, Squeeze, Gonna Be Better
- Shakira -  Try Everything (bande originale du film Zootopie)
- Ylvis - Language of Love

### 2017
- Julia Michaels - Issues
- Stargate - Waterfall

### 2018
- Tinashe - No Drama, Faded Love
- Ne-Yo - Push Back
- Sabrina Carpenter - Almost Love